# Pomatogebia operculata
Pomatogebia operculata är en kräftdjursart som först beskrevs av Schmitt 1924.  Pomatogebia operculata ingår i släktet Pomatogebia och familjen Upogebiidae. Inga underarter finns listade i Catalogue of Life.